# Аносов Михайло Дмитрович
Миха́йло Дми́трович Ано́сов (нар. 11 жовтня 1946, село Лисогірка, тоді Кодимського району Одеської області — 5 вересня 2016) — голова Кам'янець-Подільської міської ради (1990—1994) і виконкому (1991—1994). Секретар Кам'янець-Подільської міської ради (2006—2010). У січні — червні 2008 року — виконувач обов'язків міського голови Кам'янця-Подільського.

## Біографія
У 1953—1961 роках навчався у Лисогірській восьмирічній школі, у 1961—1964 роках — у Кодимській середній школі № 1. Закінчив фізичний факультет Одеського університету (навчався у 1964—1969 роках; за фахом фізик-теоретик). У листопаді 1972 року закінчив аспірантуру Одеського університету. Кандидат фізико-математичних наук. Кандидатська дисертація «Загальна теорія магнітного резонансу в сильних періодичних магнітних полях» (захистив у червні 1981 року).
У 1973—1981 роках — викладач Кам'янець-Подільського вищого військово-інженерного училища, від 1981 року — доцент, завідувач кафедри фізики, заступник секретаря парткому Кам'янець-Подільського педагогічного інституту (нині Кам'янець-Подільський національний університет).

## Політична діяльність
У січні 1990 року Аносов, Володимир Лобашов, деякі інші викладачі педінституту установили контакти з Кам'янець-Подільською міськрайонною організацією Народного Руху України, увійшли до блоку незалежних демократичних кандидатів. Аносов — один з авторів проекту платформи блоку (опубліковано 10 лютого 1990 року ). 4 березня 1990 року Аносова обрано депутатом Кам'янець-Подільської міської Ради 1-го (21-го) скликання (був єдиним кандидатом на окрузі).
Блок демократичних депутатів (з подачі художника, одного з лідерів місцевих рухівців Анатолія Лучка) дійшов до висновку, що Аносов — найоптимальніший кандидат від демократичного блоку на посаду голови міської Ради. 2 квітня 1990 року на першій сесії міськради Аносова на альтернативній основі обрано головою Ради . Із 5 кандидатів двоє (директори Василь Ширко, Леонід Дьяконов) зняли кандидатури. Мінімум для обрання голови становив 40 голосів. Підсумки першого туру: Аносов — 39, перший секретар міськкому КПУ Іван Гермаківський — 31, начальник молодіжного центру ВО «Електроприлад» Ігор Земськов — 5 голосів «за». Альянс демократичного блоку з прихильниками Земськова дозволив Аносову в другому турі перемогти Гермаківського (41:34). На заміну Аносов безальтернативно запропонував на посаду заступника голови Ради Земськова (обрано: 42 голоси «за») .
У травні 1990 року Аносова обрано делегатом XXVIII з'їзду КПУ: брав участь у роботі першого етапу (червень 1990 року) . Став на позицію Демократичної платформи України (заява в «Прапорі Жовтня» від 1 вересня 1990 року ). 3 вересня 1990 року на зборах партійної організації фізико-математичного факультету педагогічного інституту Аносова виключено з КПРС .
16 січня 1991 року на четвертій сесії міської ради Аносову надано (відповідно до змін у законодавстві) повноваження і голови виконкому .
Був членом Партії демократичного відродження України. Голова Кам'янець-Подільського товариства споріднених міст (від 1994) .
Після липня 1994 повернуся в Кам'янець-Подільський педагогічний інститут (нині — Кам'янець-Подільський національний університет) на посаду доцента кафедри фізики .
27 червня 2001 року Кам'янець-Подільська міська рада ухвалила нагородити Аносова міською відзнакою «Честь і шана» .
Голова міської організації ВО «Батьківщина» (від 4 жовтня 2005 року) . Керівник міського виборчого штабу «Блоку Юлії Тимошенко» (2006 року).
2006 року Михайла Аносова вдруге обрали депутатом Кам'янець-Подільської міської ради, а на організаційній сесії — секретарем міської ради. Після від'їзду в січні 2008 року міського голови Олександра Мазурчака на постійну роботу в Київ Михайло Аносов до 5 червня 2008 року виконував обов'язки міського голови Кам'янця-Подільського.
1 вересня 2010 року повернувся до викладацької роботи. Працював на кафедрі фізики Кам'янець-Подільського національного університету. Викладав теоретичну фізику, а саме курси статистичної фізики та термодинаміки.
Помер 5 вересня 2016 року.